# Pierrefitte-ès-Bois
Pierrefitte-ès-Bois là một xã trong tỉnh Loiret, vùng Centre-Val de Loire bắc trung bộ nước Pháp.